# Geoffrey Parker
Noel Geoffrey Parker (sinh tại Nottingham, Vương quốc Anh, ngày 25 tháng 12 năm 1943) là một nhà sử học người Anh chuyên về Tây Ban Nha và lịch sử quân sự của kỷ nguyên tiền hiện đại. Cuốn sách nổi tiếng nhất của ông có tựa đề Military Revolution: Military Innovation and the Rise of the West, 1500-1800 (Cuộc cách mạng quân sự: Đổi mới quân sự và sự trỗi dậy của phương Tây, 1500-1800), lần đầu tiên được Nhà xuất bản Đại học Cambridge xuất bản vào năm 1988. Parker là viện sĩ Viện Hàn lâm Anh và viện sĩ thông tấn Học viện Hoàng gia Edinburgh, và có bằng Cử nhân, Thạc sĩ, Tiến sĩ và Tiến sĩ Văn học từ trường Đại học Cambridge nơi ông nghiên cứu dưới sự hướng dẫn của nhà sử học Sir John Huxtable Elliott. Parker từng giảng dạy tại trường Đại học Illinois, Đại học St. Andrews và Đại học Yale. Ông hiện là giáo sư lịch sử tại Đại học Tiểu bang Ohio. Parker còn tư vấn và cộng sự chính cho chương trình của đài BBC là Armada: 12 days to save England (Armada: 12 ngày cứu nước Anh). Trong số các danh hiệu nước ngoài mà Parker nắm giữ, ông là thành viên của Dòng tu Alfonso X và được chính phủ Tây Ban Nha trao tặng Đại Thánh giá Dòng tu Công giáo Isabella. Rồi sau nhận bằng tiến sĩ danh dự của Đại học Công giáo Brussels (Bỉ) và Đại học Burgos (Tây Ban Nha). Ông còn là thành viên Viện Sử học Hoàng gia Tây Ban Nha và viện sĩ Viện Hàn lâm Khoa học và Nghệ thuật Hoàng gia Hà Lan kể từ năm 2005. Năm 2012 ông được Viện Hàn lâm Khoa học và Nghệ thuật Hoàng gia Hà Lan trao giải Dr. A.H. Heineken chuyên ngành Lịch sử do sự hiểu biết sâu rộng về xã hội, chính trị và lịch sử quân sự châu Âu từ năm 1500 đến năm 1650, nhất là Tây Ban Nha, Vua Felipe II và cuộc Cách mạng Hà Lan; những đóng góp về lịch sử quân sự nói chung; và thành quả nghiên cứu của ông về vai trò của khí hậu trong lịch sử thế giới.

## Tác phẩm chính
- Guide to the Archives of the Spanish Institutions in or concerned with the Netherlands (1556-1706) (Hướng dẫn tìm hiểu văn khố của các cơ quan Tây Ban Nha có liên quan đến Hà Lan, 1556-1706). Brussels, 1971. (Archives et Bibliothèques de Belgique, numéro spécial 3).
- The Army of Flanders and the Spanish Road, 1567-1659 (Đạo quân xứ Flanders và con đường Tây Ban Nha, 1567-1659), Cambridge, 1972.
- Military Revolution, 1560-1660 - A Myth? (Cách mạng quân sự, 1560-1660 - Một thần thoại?), The Journal of Modern History (Tạp chí lịch sử hiện đại) tập 48, số 2, tháng 6 năm 1976.
- The Dutch Revolt (Cách mạng Hà Lan), London, 1977.
- Philip II (Vua Philip II), Boston and London, 1978.
- Europe in Crisis, 1598-1648 (Khủng hoảng châu Âu, 1598-1648). Cornell U. Press, 1979.
- (Chủ biên) The Thirty Years' War (Chiến tranh Ba mươi Năm). London: Routledge and Kegan Paul, 1984.
- Western Geopolitical Thought in the Twentieth Century (Tư tưởng địa chính trị phương Tây thế kỷ XX). London, 1985.
- "Why the Armada failed" (Tại sao hạm đội Armada thất bại), The Quarterly Journal of Military History (Tạp chí lịch sử quân sự hàng quý), tập 1, số 1, mùa thu 1988.
- Spain and the Netherlands, 1559-1659. Ten Studies (Tây Ban Nha và Hà Lan, 1559-1659), 2nd ed. Fontana, 1990.
- (Đồng chủ biên) The Times History of the World (Thời khắc lịch sử thế giới), 3rd ed. London, 1995
- The Military Revolution: Military Innovation and the Rise of the West, 1500-1800 (Cuộc cách mạng quân sự: Đổi mới quân sự và sự trỗi dậy của phương Tây, 1500-1800), 2nd. Ed. Press Syndicate of U. of Cambridge, 1996.
- (Đồng chủ biên) The General Crisis of the Seventeenth Century (Tổng khủng hoảng của thế kỷ XVII), 2nd ed. Routledge, 1997.
- The Grand Strategy of Philip II (Đại chiến lược của vua Philip II), 2000
- (viết chung với Robert Cowley) The Reader's Companion to Military History (Sổ tay lịch sử quân sự của độc giả), 2001.
- Lịch sử chiến tranh (The Cambridge History of Warfare), Lê Thành dịch, Nhà xuất bản Tổng hợp thành phố Hồ Chí Minh, 2004.
- Felipe II: La biografía definitiva (Felipe II: Tiểu sử cuối cùng), Editorial Planeta, 2010.
- Global Crisis: War, Climate Change and Catastrophe in the Seventeenth Century (Khủng hoảng toàn cầu: Chiến tranh, biến đổi khí hậu và thảm họa thế kỷ XVII), New Haven and London: Yale University Press, 2013.
- Imprudent King: A New Life of Philip II (Vị vua khinh suất: Tiểu sử mới về vua Philip II), New Haven and London: Yale University Press, 2014.